# Giro d’Italia 1977
Der 60. Giro d’Italia fand vom 20. Mai bis zum 12. Juni 1977 statt und führte über eine Gesamtdistanz von 3968 Kilometern.
Gesamtsieger wurde Michel Pollentier (Latina-Flandria) vor dem lange Zeit führenden Francesco Moser (Sanson), der die Punktewertung gewann. In der Bergwertung siegte Faustino Fernández Ovies (Kas-Campagnolo). Die Nachwuchswertung gewann Mario Beccia (Sanson). Die Mannschaftswertung gewann das Team Flandria.

## Etappen
| Etappe | von                     | nach                    | km        | Sieger                         | Rosa Trikot             |
| ------ | ----------------------- | ----------------------- | --------- | ------------------------------ | ----------------------- |
| 0.     | Monte di Procida        | Monte di Procida        | 7,5 (EZF) | Freddy Maertens (BEL)          | Freddy Maertens (BEL)   |
| 1.     | Lago Miseno             | Avellino                | 159       | Freddy Maertens (BEL)          | Freddy Maertens (BEL)   |
| 2.1    | Avellino                | Foggia                  | 118       | Rik Van Linden (BEL)           | Freddy Maertens (BEL)   |
| 2.2    | Foggia                  | Foggia                  | 118       | Luciano Borgognoni (ITA)       | Freddy Maertens (BEL)   |
| 3.     | Foggia                  | Isernia                 | 166       | Simone Fraccaro (ITA)          | Freddy Maertens (BEL)   |
| 4.     | Isernia                 | Pescara                 | 228       | Freddy Maertens (BEL)          | Freddy Maertens (BEL)   |
| 5.     | Pescara                 | Spoleto Monteluco       | 215       | Mario Beccia (ITA)             | Francesco Moser (ITA)   |
| 6.1    | Spoleto                 | Gabicce Mare            | 185       | Freddy Maertens (BEL)          | Francesco Moser (ITA)   |
| 6.2    | Gabicce Mare            | Gabicce Mare            | 70        | Freddy Maertens (BEL)          | Francesco Moser (ITA)   |
| 7.     | Gabicce Mare            | Forlì                   | 163       | Freddy Maertens (BEL)          | Francesco Moser (ITA)   |
| 8.1    | Forlì                   | Mugello                 | 103       | Freddy Maertens (BEL)          | Francesco Moser (ITA)   |
| 8.2    | Autodromo Mugello       | Autodromo Mugello       | 79        | Marino Basso (ITA)             | Francesco Moser (ITA)   |
| 9.     | Lucca                   | Pisa                    | 25        | Knut Knudsen (NOR)             | Francesco Moser (ITA)   |
| 10.    | Pisa                    | Salsomaggiore           | 205       | Giacinto Santambrogio (ITA)    | Francesco Moser (ITA)   |
| 11.    | Salsomaggiore           | Santa Margherita Ligure | 198       | Claudio Bortolotto (ITA)       | Francesco Moser (ITA)   |
| 12.    | Santa Margherita Ligure | San Giacomo di Roburent | 160       | Wilmo Francioni (ITA)          | Francesco Moser (ITA)   |
| 13.    | Mondovì                 | Varzi                   | 192       | Giancarlo Tartoni (ITA)        | Francesco Moser (ITA)   |
| 14.    | Voghera                 | Vicenza                 | 147       | Marc Demeyer (BEL)             | Francesco Moser (ITA)   |
| 15.    | Vicenza                 | Trieste                 | 223       | Ercole Gualazzini (ITA)        | Francesco Moser (ITA)   |
| 16.1   | Trieste                 | Gemona del Friuli       | 107       | Marc Demeyer (BEL)             | Francesco Moser (ITA)   |
| 16.2   | Gemona del Friuli       | Conegliano              | 116       | Pierino Gavazzi (ITA)          | Francesco Moser (ITA)   |
| 17.    | Conegliano              | Cortina d’Ampezzo       | 220       | Giuseppe Perletto (ITA)        | Michel Pollentier (BEL) |
| 18.    | Cortina d’Ampezzo       | Pinzolo                 | 223       | Gianbattista Baronchelli (ITA) | Michel Pollentier (BEL) |
| 19.    | Pinzolo                 | San Pellegrino          | 205       | Renato Laghi (ITA)             | Michel Pollentier (BEL) |
| 20.    | San Pellegrino          | Varese                  | 138       | Wilmo Francioni (ITA)          | Michel Pollentier (BEL) |
| 21.    | Binago                  | Binago                  | 29 (EZF)  | Michel Pollentier (BEL)        | Michel Pollentier (BEL) |
| 22.    | Mailand                 | Mailand                 | 122       | Luciano Borgognoni (ITA)       | Michel Pollentier (BEL) |

## Endstand

### Gesamtwertung
| Rang | Name                     | Nationalität | Team                     | Zeit      |
| ---- | ------------------------ | ------------ | ------------------------ | --------- |
| 1.   | Michel Pollentier        | Belgien      | Latina-Flandria          | 107h27:16 |
| 2.   | Francesco Moser          | Italien      | Sanson                   | +2:32     |
| 3.   | Gianbattista Baronchelli | Italien      | SCIC                     | +4:02     |
| 4.   | Alfio Vandi              | Italien      | Magniflex-Torpado        | +7:50     |
| 5.   | Wladimiro Panizza        | Italien      | SCIC                     | +7:56     |
| 6.   | Ronald De Witte          | Belgien      | Brooklyn                 | +10:04    |
| 7.   | Walter Riccomi           | Italien      | SCIC                     | +12:28    |
| 8.   | Claudio Bortolotto       | Italien      | Sanson                   | +13:41    |
| 9.   | Mario Beccia             | Italien      | Sanson                   | +13:48    |
| 10.  | Wilmo Francioni          | Italien      | Magniflex-Torpado        | +16:11    |
| 11.  | Simone Fraccaro          | Italien      | Jollj Ceramica           | +17:39    |
| 12.  | Giancarlo Bellini        | Italien      | Brooklyn                 | +19:49    |
| 13.  | José-Luis Viejo          | Spanien      | Kas-Campagnolo           | +20:57    |
| 14.  | Vittorio Algeri          | Italien      | G.B.C-Itla               | +21:22    |
| 15.  | Felice Gimondi           | Italien      | Bianchi-Campagnolo       | +22:59    |
| 16.  | Gonzalo Aja              | Spanien      | Teka                     | +24:13    |
| 17.  | Amilcare Sgalbazzi       | Italien      | Jollj Ceramica           | +25:15    |
| 18.  | Giuseppe Perletto        | Italien      | Magniflex-Torpado        | +26:19    |
| 19.  | Miguel María Lasa        | Spanien      | Teka                     | +26:37    |
| 20.  | Bernt Johansson          | Schweden     | Fiorella-Mocassini       | +28:01    |
| …    |                          |              |                          |           |
| 69.  | Jürgen Kraft             | Deutschland  | Selle Royal-Contour-Alan | +1h37:37  |
| 120. | Hans-Peter Jakst         | Deutschland  | Selle Royal-Contour-Alan | +2h52:56  |

140 Teilnehmer, davon 121 klassiert.

### Punktewertung
| Rang | Name               | Nationalität | Team          | Punkte |
| ---- | ------------------ | ------------ | ------------- | ------ |
| 1.   | Francesco Moser    | Italien      | Sanson        | 226    |
| 2.   | Pierino Gavazzi    | Italien      | Jollyceramica | 185    |
| 3.   | Luciano Borgognoni | Italien      | Vibor         | 183    |

### Bergwertung
| Rang | Name                     | Nationalität | Team            | Punkte |
| ---- | ------------------------ | ------------ | --------------- | ------ |
| 1.   | Faustino Fernández Ovies | Spanien      | Kas-Campagnolo  | 675    |
| 2.   | Ueli Sutter              | Schweiz      | Zonca-Santini   | 490    |
| 3.   | Michel Pollentier        | Belgien      | Latina-Flandria | 320    |